# 星際大戰三部曲：西斯大帝的復仇
《星球大战III：西斯的复仇》（英語：Star Wars: Episode III – Revenge of the Sith）是於2005年上映的一部美國史詩太空歌劇電影，由好莱坞导演乔治·卢卡斯编剧并指导。本電影為《星際大戰二部曲：複製人全面進攻》的續集，《星球大战》系列電影的第六部（按劇情順序為第三部）、《星際大戰前傳三部曲》的最後一部，《天行者傳奇》的第三章。
电影情节设定在克隆战争爆发后的第三年，由绝地武士率领的庞大的克隆人军队和分裂分子建立的独立联邦展开了遍布整个星系的作战。在议长帕尔帕庭被绑架之后，绝地大师欧比旺·克诺比和他的前任学生安纳金·天行者被派遣前往消灭邪恶的格里弗斯将军并营救帕尔帕庭。与此同时，安纳金和帕尔帕庭的密切往来加深了绝地组织对帕尔帕庭的猜疑，而这种关系最终证实了其对绝地武士的危险性：当幕后的最终黑手达斯·西迪厄斯逐渐将掌控星系的阴谋和盘托出，安纳金、绝地组织以及整个星系的前途由此命悬一线......
盧卡斯在《複製人全面進攻》製作結束前就開始編寫劇本，理由是他希望三部曲的結局是具有浪漫、悲劇性，從而讓達斯·維達在下一部電影開頭的狀態。《西斯大帝的復仇》於2003年6月開拍，拍攝地點在澳大利亞，另外還有泰國、瑞士、中國、意大利和英國。
电影于2005年5月19日在影院开始上映，总体上得到较高的正面评价。在首映周里它打破好几项票房纪录，在世界范围内的总票房达到了8亿5000万美元，是星战系列中总收入第二高的影片。这部电影在2005年的美国本土票房排行第一，在全球范围内排行第二，仅次于。同时，它是第一部也是唯一一部被分级为PG-13的星战电影。

## 開場字幕
|  | War! The Republic is crumbling under attacks by the ruthless Sith Lord, Count Dooku. There are heroes on both sides. Evil is everywhere. In a stunning move, the fiendish droid leader, General Grievous, has swept into the Republic capital and kidnapped Chancellor Palpatine, leader of the Galactic Senate. As the Separatist Droid Army attempts to flee the besieged capital with their valuable hostage, two Jedi Knights lead a desperate mission to rescue the captive Chancellor.... | 戰爭！ 共和國受到無情的 西斯大君杜庫伯爵的攻擊， 此時正是 英雄相爭戰， 黑潮狂洶湧。 凶狠的機器軍團領袖格里弗斯将军 以閃擊之勢 突擊共和國的首都， 綁架了銀河議會的 領袖白卜庭議長。 當分離主義的機器人軍隊 企圖帶著他們重要的人質 逃出被圍攻的首都時， 兩名絕地武士負上了 把議長解救出來的絕命任務…… （註：以上並非官方版本之中文翻譯） |

## 剧情简介
最初的开场字幕揭示了星系正处于複製人战争的硝烟之中，银河共和国议长白卜庭被独立联邦的第二号人物——格里弗斯将军绑架。绝地武士安纳金·天行者和绝地大师欧比王·肯诺比率领着一支小分队展开营救。安纳金在战斗中杀死了西斯大君杜库伯爵（达斯·泰拉倫斯），兩名绝地救出了白卜庭。他们想要逃离时却被格里弗斯将军俘获。安纳金和欧比王设法挣脱并加以还击但格里弗斯将军却成功逃走，并将兩名绝地和议长困在格里弗斯将军的旗艦惡意號（征服者級重巡洋艦）中。安纳金被迫使船在科洛桑的一条登机跑道上硬着陆。
回到科羅森后，安纳金和他的妻子帕德梅·艾米达拉团聚，而帕德梅告诉他说她已经怀孕。尽管帕德梅对他们秘密的婚姻感到担心，安纳金对这一消息仍然非常高兴，他们决定回到帕德梅的家乡行星纳布将孩子抚养大。然而随之而来的是，安纳金为自己脑海中经常浮现出帕德梅死于分娩的影像感到非常焦虑不安，因为在他的母亲希米死前他也看到了类似的影像。其后，欧比王暗地里通知安纳金，绝地议会要求他暗中监视议长帕尔帕庭的行动，因为议会认为帕尔帕庭是共和国的腐坏分子。安纳金对这一命令感到非常不满，因为在他看来议长已经成为他一个很好的导师。作为议长的保镖，安纳金和白卜庭建立了很好的亲密关系，而白卜庭则在两人的谈话中暗暗腐蚀安纳金的思想，使他逐渐对绝地产生不信任，他还声称黑暗原力拥有避免死亡的能力。
欧比王受差遣前往乌塔堡，在那里他和格里維斯发生战斗并杀死了他。与此同时在科羅森上，帕尔帕庭向安纳金揭露了自己就是西斯大帝－达斯·西帝，以及是他一手同时操纵了共和国和独立联邦之间战争的事实。安纳金随即离去并通知了绝地议会，绝地大师魅使·雲度等人立刻前往议长的办公室，并在与帕尔帕庭的光剑对决中将其制服。就在温度大师即将杀死白卜庭之时，迷惘的安纳金冲进办公室。在白卜庭声称只有他才有拯救帕德梅的能力的诱惑下，安纳金斩断了雲度的右手。雲度因而无法抵抗白卜庭强大的黑暗原力闪电的攻击，被掷出窗外而死。精神崩溃的安纳金由此自暴自弃，堕入了原力的黑暗面，成为达斯·西帝的西斯学徒：达斯·维达。达斯·西帝随后命令安纳金杀尽绝地神殿内的所有绝地武士，并前往穆斯塔法星剿灭独立联邦的首脑。
拥有複製人大军直接指挥权的达斯·西帝向整个星系内的複製人士兵下达了预先安排好的66号密令，命令他们将进攻矛头指向统领他们的绝地指挥官。遍布星系的无数绝地武士因而被杀，看是仅剩下尤达大师和欧比王生还。安纳金率领複製人士兵进入绝地神殿，在那里他们杀害了所有绝地武士以及幼徒，随后他告诉帕德梅绝地武士想要篡夺共和国的统治。安纳金其后抵达木斯塔法，将独立联邦的首脑们斩尽杀绝。与此同时，参议员贝奥·欧嘉纳在前往共和国参议院的途中救下了尤达和欧比王，并将他们送到绝地神殿。白卜庭此时在参议院声称绝地组织有颠覆共和国的企图，并对公众宣布将银河共和国改制为银河帝国。而尤达和欧比王看到绝地神殿内的惨状后十分震惊，他们随即通知其他在外作战的绝地武士远离神殿。欧比王则在查看安全记录的全息影像时惊恐地发现向西斯大帝达斯·西帝下跪，并犯下屠杀暴行的竟然是自己的前任学生安纳金·天行者。尽管起初很不情愿，欧比王最终同意去寻找并除掉安纳金。他首先找到了帕德梅，而她拒绝相信欧比王所说的安纳金已经堕入黑暗面的事实。帕德梅进而启程前往穆斯塔法星，试图找到安纳金问清来龙去脉，而歐比王则趁机跟踪并偷乘上了帕德梅的飞船。
穆斯塔法星上帕德梅找到了安纳金，并请求他和她一起回去过平静的生活；但安纳金拒绝了，他自信能够进而打倒達斯·西帝，从而和帕德梅一起统治星系。安纳金此时看到欧比旺从飞船里出来，于是认为是帕德梅背叛了他。愤怒的安纳金对帕德梅使出原力封喉而使她失去知觉。之後欧比王和安纳金展开了一场惊心动魄的光剑对决，在格斗中他们的战斗场地逐渐移动到了这颗火山行星的未保护区域。而与此同时在科羅森上，尤达和达斯·西帝也展开了一场势均力敌的光剑对决，他们的格斗从议长的办公室到议长演讲台，再到參議院的圆形大厅。尽管这场战斗难分胜负，随着複製人士兵的到来尤達被迫撤退。而欧比王最终在战斗中占领了熔岩岸边的制高点，他在安纳金试图上岸攻击的霎那间迅速斩断了安纳金的双腿和左手。安纳金翻滚到岩浆的岸边，身体开始燃烧。看到他全身上下都受到了致命的烧伤，并且肺部也严重损坏，欧比王带着安纳金的光剑和帕德梅，以及无限的悔恨失落地离开。但没过多久，达斯·西帝来到穆斯塔法并下令火速治疗安纳金。
帕德梅随即被送往治疗，但此时她已经失去了活下去的意志。帕德梅生下了双胞胎，男孩起名卢克，女孩起名莉亚；她坚持对欧比王说，安纳金的内心中仍然存有善意，随后她便去世了。C-3PO的记忆被清除。科羅森上，安纳金失去的四肢和破损的身体器官被替换成了机械的义肢和人造组织，他本人也被安置在一套黑色的铠甲之中并带上了维持呼吸用的面罩。当安纳金向达斯·西帝问起帕德梅的情况时，达斯·西帝回答说是安纳金在愤怒中杀死了帕德梅。安纳金听罢发出了愤怒痛苦的咆哮，而达斯·西帝则暗中露出邪恶的笑容。
在坦特维四号飞船上，欧比王、尤达和贝奥·欧嘉纳达成一致，决定将双胞胎分开暗中抚养。欧比旺和尤达将观察并等待着天行者家族的孩子们能够成长起来反抗西斯的时日到来。达斯·西帝、达斯·维达和另一位帝国官员（维尔赫尔夫·塔金（Wilhuff Tarkin）即在《星際大戰四部曲：曙光乍現》中指挥死星轰炸奥德朗的最高星区总督塔金（The Grand Moff Tarkin））此时则在监视着死星的建造工作。莉亚被送到奧德蘭由贝奥·欧嘉纳和他的妻子，奥德兰的皇室抚养；而路克则被送到塔图因的农场，交给了他的叔叔欧文·拉尔斯和婶婶贝鲁。电影最终的场景是欧文和贝鲁抱着路克，望着塔图因茫茫沙海远处的两个夕阳西下，等待着绝地的归来。

## 演员表

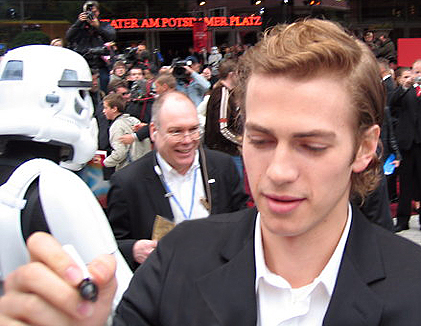
主演海登·克里斯坦森在2005年5月的柏林首映会上

- 海登·克里斯坦森，饰安纳金·天行者（Anakin Skywalker）[4]。历史上最年轻的绝地议会成员，但被拒绝授予“绝地大师”称号。他由于脑海中反复浮现出妻子死于分娩的影像而饱受困扰，他一心希望能够阻止妻子的死去，但因此而走向原力的黑暗面。
- 伊旺·麥奎格，饰欧比旺·克诺比（Obi-Wan Kenobi）[4]。欧比旺是银河共和国的一名将军，也是绝地议会的成员之一。他经常和他的亲密好友、前任学生安纳金·天行者一起执行任务，由複製人全面進攻和魑族的復仇中他與安納金的對話，推斷很早便知道安納金和帕德梅的關係。
- 娜塔莉·波曼，饰帕德梅·艾米达拉（Padmé Amidala）[4]。安纳金的祕密妻子，并且已经怀孕。她作为纳布的参议员监视着议长帕尔帕庭不断扩张的权力。
- 法蘭克·歐茲，为尤达（Yoda）配音[4]。尤达大师是绝地组织的智者和领袖，他已经接近900岁了。他领导克隆军队和武技族参与了卡须克战役。
- 山缪·杰克森，饰魅使·雲度[4]。绝地议会的绝地大师之一。
- 吉米·斯密茨，饰贝奥·欧嘉纳（Bail Prestor Organa ）[4]。贝奥·欧嘉纳是奧德蘭的总督和王子，共和国的参议员、绝地组织的朋友。他也在监视着帕尔帕庭不断扩张的权力。
- 彼得·梅修（英语：Peter Mayhew），饰丘巴卡（Chewbacca）[4]。丘巴卡是卡须克星上武技族的战士，是尤达的朋友。
- 安東尼·丹尼爾斯，饰C-3PO[4]。C-3PO是帕德梅的贴身礼仪和翻譯机器人。
- 肯尼·貝克，饰R2-D2[4]。R2-D2是安纳金的航天机器人，C-3PO的搭档。
- 伊恩·麥卡達米（英语：Ian McDiarmid），饰帕尔帕庭（Palpatine / Darth Sidious）[4]。帕尔帕庭是银河共和国在危机形势下被授予临时特别权力的最高议长。在他的决定下，共和国依靠克隆军队向独立星系邦联宣战。但在战争期间由于他的权力以及在参议院中势力的不断扩大，绝地议会对他开始产生了不信任；而帕尔帕庭本人对安纳金表示他对绝地议会也非常不信任，并声称只相信安纳金。事实上，帕尔帕庭的真实身份是魑族尊主达斯·西迪厄斯，整场战争中的幕后黑手。
- 克里斯多福·李，饰杜库伯爵（Count Dooku）[4]。杜库伯爵是堕入黑暗面的前绝地大师，现在是魑族尊主达斯·西迪厄斯的弟子，独立星系邦联的首脑，曾是欧比旺·克诺比的师父——魁刚金的师父。后来也传授过格里弗斯将军一些绝地剑术。他是少数精通传统剑术（第二剑式）的大师。
- 馬修·伍德（英语：Matthew Wood (sound editor)），为格里弗斯将军（General Grievous）配音[4]。独立星系邦联的第二号首脑，听命于达斯·西迪厄斯和杜库伯爵，但对这场战争的真相并不知情。
- 賽拉斯·卡森（英语：Silas Carson），饰紐特·岡雷（Nute Gunray）[4]。纽特·冈雷是贸易联邦的总督，独立星系邦联的首脑之一，对格里弗斯将军的领袖地位颇有不满。
- 特缪拉·莫里斯（英语：Temuera Morrison），饰指挥官寇迪和其他克隆士兵（Clone Troopers）[4]。科迪和其他所有克隆士兵都是共和国克隆军队的成员，根据《星球大战II：克隆人的进攻》的叙述，他们都是赏金猎人強格·費特（Jango Fett）的複製人。
- 詹姆士·厄爾·瓊斯，星战经典三部曲中达斯·维达（Darth Vader）的配音演员，雖然没有出现在这次的演职员名单中，但人们很自然地猜测这次维达的配音依然来自于他，不管是新录制的还是从经典三部曲中剪辑过来的。然而当纽约日报向他问及此事时，他回答道：“这个问题你们应该去问卢卡斯……我不知道。”[5]

剧组曾在2004年宣布将请英国著名反派演员加里·奥德曼来为格里弗斯将军配音，而其本人也一度接受。然而由于奥德曼是美国演员工会的会员，这造成了合同谈判的复杂性，最终奥德曼为了遵守工会规定放弃了这个机会。除此之外，剧组也曾考虑过让出演《魔戒》中矮人金雳的约翰·里斯-戴维斯来担任这一配音。不过在印第安纳波利斯举行的星战第三届庆祝活动中，配音的最终人选马修·伍德曾争论说，由于奥德曼是制片瑞克·麦凯伦的好友，因此奥德曼曾为麦考连录制过一段从未被正式采纳的试音。由于伍德本人也是剧组的声效监督，同时掌管试音的审查工作，这使得他在提交自己的一段试音时使用了这个假名（在这里是的缩写，这是当美国电影导演不想让自己的真名出现在演职员名单中时使用的一个惯例性的假名）。几天后他接到剧组的电话询问的全名是什么。至今他仍然坚持说，如果当时他用了自己的真名，他绝不可能从候选的三十多人中脱颖而出。

### 客串角色
在这部电影中，卢卡斯本人首次客串了星战世界中的角色。他扮演的是一名叫巴伦·帕帕诺伊达（Baron Papanoida）的具有蓝色面孔的卡拉马里人。他是科劳肯歌剧院的常客，电影中观众可以在帕尔帕庭的包厢外左侧看到他。而卢卡斯的三个孩子都在其中客串了角色：儿子杰特扮演了一名守护絕地聖殿而被克隆士兵所杀的绝地学徒泽特·朱卡萨（Zett Jukassa），女儿阿曼达扮演了另一名在安全记录的全息影像中出现的学徒特尔·塔尼尔（Terr Taneel），而另一个女儿凯蒂则扮演了同时在科劳肯歌剧院出现的，正在和卢卡斯扮演的巴伦交谈的蓝色卡拉马里人琪·伊柯维（Chi Eekway）。C-3PO的扮演者安东尼·丹尼尔斯，继上次在《星球大战II：克隆人的进攻》中扮演了科劳肯酒吧里的一名顾客之后，这次再次在歌剧院中出演同一角色。
在经典三部曲中著名的飞船千年隼号也在这部电影中客串出场过一瞬间：当安纳金、欧比旺和帕尔帕庭乘坐穿梭机逐渐下降到参议院的停机坪时，观众可以看到千年隼也正在向另一个高度稍低的停机坪着陆，不过，此时的千年隼由最佳飞行摩托车手托布·贾达克驾驶，向共和国行政大楼送货。此内容与小说《千年隼》的内容相对应。还有一处并非直接的客串，但其后在网上评论中被证实的一点是：当尤达离开卡须克时，武技族的塔尔夫的一声嚎叫完全来源于1978年播出的《星球大战假日特别版》当中丘巴卡的父亲阿提琪土克（Attichitcuk，简称）的叫声。
还有很多剧组成员在其中客串角色，例如特技指导尼克·基尔拉德（Nick Gillard）扮演了绝地聖殿中指导学生各种光剑格斗战型的绝地大师（这个名字来源于将他自己的名字倒过来拼写并去掉字母k）。经典三部曲中波巴·費特的扮演者杰里米·布洛赫（Jeremy Bulloch）在这部电影中出演了坦特维四号飞船的飞行员克尔顿船长（Captain Colton）。至于在影片结尾看到的婴儿时期的卢克和莉亚，其实都是由剪辑罗杰·巴顿（Roger Barton）的儿子艾登·巴顿（Aiden Barton）出演。

## 制作

### 寫作

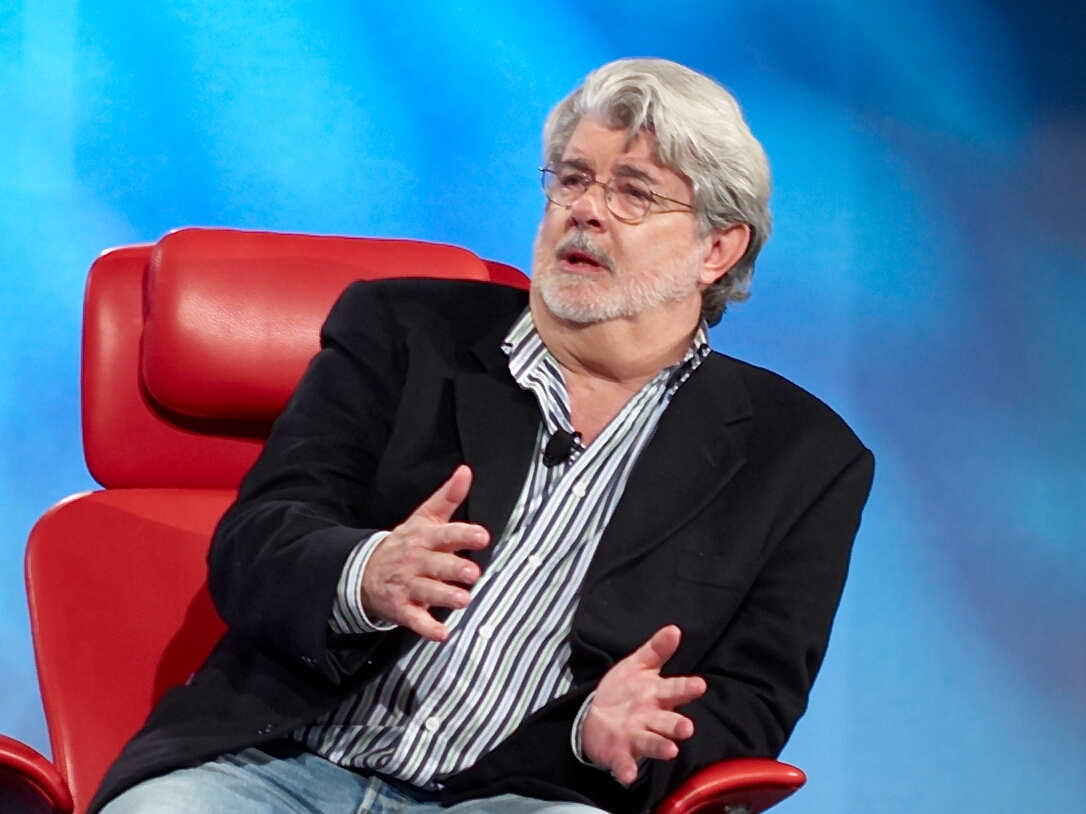
星战系列编剧兼导演乔治·卢卡斯

1973年，乔治·卢卡斯表示已经完成了整个星战传奇的基本剧情摘要，其后他还指出当时的剧情摘要只包含了每一部电影的主要情节，还缺乏很多具体的细节。在2003年至2004年间，他将有关《星球大战III》的一些笔记整理成一个剧本草稿，同时请来剧作家汤姆·斯托帕德执行了一些附加的代笔工作并润饰了对话。在制作期间，有大批影迷在网站上对影片的剧情和副标题进行了猜测，而也成为了一个猜测的标题之一，直到卢卡斯正式将这一名称公布于众。在最初的剧本被递交之后，剧组的美工部门为每一种将会登上银幕的剧情元素都设计了多种造型方案。以卡须克的自然环境为例，美工部门从《星球大战假日特别版》中寻找了灵感。经过几个月的时间后，卢卡斯批准通过了成百上千个可以被用到最终拍摄中的造型方案，他也因此需要重新编写剧本中很多场景和动作以适应这些被选中的设计。这些美工设计随后透過電腦进行“主体预览”，这种预览中产生的电脑动画叫做。音效师本·伯特和卢卡斯透过对这些电脑动画进行剪辑，从而在拍摄之前就能够对电影效果形成初步的视觉预览。斯蒂芬·斯皮尔伯格也参与了电影中一些片段的美工和主体预览工作。在这一环节结束后，美工设计和主体预览被送至制作部门，电影的制作由此脱离了概念构想这一过程，而开始从设施、道具、服装等处着眼。为了确认到底需要哪些设施，卢卡斯和职员分析讨论了每一个场景中演员在什么时刻和具体什么样的设施关系最为密切，只有符合条件的设施才会被制作。

### 設計
在这期间，主演海登·克里斯坦森和伊旺·麥奎格在特技指导尼克·基尔拉德的安排下进行了高强度的排练。他们投入了大量精力去记忆并练习影片高潮处的光剑对决的动作，一起用了好几个月的时间练习这些格斗场面直到拍摄结束。与前两部前传电影一样，影片中欧比王和安纳金两人所有的光剑动作场面都是由海登·克里斯坦森和伊旺·麥奎格亲自完成的，没有使用任何替身演员。而经过这样艰苦的训练，两人光剑格斗动作已经非常娴熟。观众在影片中看到的两人对决时的动作没有经过任何后期的加速快进处理，但是在某些地方一些单独的帧被删去从而能够从视觉上提高某些特定攻击的速度，例如在两人对决的前半部分中，欧比王击倒安纳金所用的一个锁臂的动作就是经过了这种处理。

### 拍攝
影片中除了最后一幕于2000年《星際大戰二部曲：複製人全面進攻》制作期间在突尼斯拍摄，其余的主要场景都是在2003年6月30日至9月17日期间拍摄的。整部电影的拍摄过程完全是在位于悉尼的澳大利亚福克斯摄影棚（Fox Studio Australia）完成的，而有些具体的实际背景则是从实地拍摄后整合到影片中的。典型的例子是卡须克上的石灰岩山峰，这一背景同时取材于中国桂林和泰国普吉（后者的自然场景在2004年印度洋大地震中损毁）。制作公司还在同一时间前往意大利的埃特纳火山，摄制组将从不同角度拍摄到的埃特纳火山照片剪接到一起，做成了熔岩行星木斯塔法的最终背景效果。

### 特技效果
《星球大战III》成为了第一部由同一人饰演安纳金·天行者和达斯·维达的星战电影。据海登·克里斯坦森叙述，起初剧组希望找一个“高家伙”来穿着达斯·维达的服装，因为经典三部曲中的维达身高要高於海登扮演的安纳金。但经过“多次恳求”，卢卡斯最终同意按照海登的身高来重新设计维达的服装，这使得这套新设计的服装包括了一些适应海登身材的部件。即便如此，身高6英尺1英寸（合1.85米）的他身穿这套服饰时依然只能透过头盔上嘴部的缝隙向外窥视。
在关键场景的拍摄中，卢卡斯大量使用了“A号摄像机”、“B号摄像机”，以及“V技术”等手段，可以使用多个摄像机同时从不同角度拍摄同一场景。通过使用高清电影技术，摄影师能够在当天就将拍好的镜头送到剪辑那里，而这一过程倘若在传统胶片上完成则需要整整24小时。穆斯塔法上最终的光剑决斗场面的镜头剪辑是由罗杰·巴顿于悉尼完成，而其他镜头则被送回美国本土，由本·伯特在位于加州的天行者农场工作室完成剪辑工作。
影片的后期制作从拍摄期间就开始进行，直到上映前几周才真正完成。影片中需要包含大量特效镜头，这些特效来自于各种模型、电脑动画、现场特效等。后期制作小组大约用了近两年的时间将这些特效镜头制作出来并整合到影片中。《星球大战III》一共包含有2151个特效镜头，至今为止保持着单部电影中最多特效镜头的纪录。

## 发行
《星球大战III》于2005年5月15日在戛纳电影节上首次公演（未参加评选）。在世界上大多数国家的首映日期是其后的5月19日，这和1999年上映的《星球大战I：幽灵的威胁》的首映日期相同（而1977年的《星球大战IV：新希望》和1983年的《星球大战VI：绝地归来》上映日期也都是5月25日）。在上映前一周，一家全球职介公司预测这部电影的上映会使得美国经济约亏损6亿2700万美元，因为很多雇员会因去看首映而请假不上班。在好莱坞，尽管原本上映星战系列电影的传统影院中国戏院并没有播放首映的计划，但仍有一班狂热的影迷在那里排了长达一个多月的长队，寄希望于能因此说服影院的工作人员改变想法。
在首映的几小时后，一份电影的副本就开始透过P2P传输技术在互联网上流传开来。这个副本上显示有计时，是一个剧组内部的工作版本。这说明这个副本可能直接来源于剧组内部而并非是有人拿DV在电影院录下的。在其后的调查中，有8人因侵犯版权并非法传播而遭指控。洛杉矶地区检察官签署的文件宣称，这个副本是一个没有提及名称的位于加利福尼亚的后期处理制作组的一名雇员复制的，而其后这名雇员面对指控承认自己有罪。这个副本先后在7个人中传递，而第8个人承认是自己将这份拷贝上传到了一个不知名的点对点网络中。
这次的影片泄露事件之后不久，在中国上海又出现了带有中文字幕的非法DVD拷贝。不知名的DVD制作者，出于没有被解释的原因同时也嵌入了英文字幕，但这个英文字幕并非是原版的对白，而是由中文字幕译回的。由于疑为粗制滥造的机器翻译，这个英文字幕闹了很多笑话。例如影片标题被二次翻译为（“星球大战—第三集合—西方的反击”，其中误作單數，而也可以理解为“西方的仰泳”），“好像”被多次譯作（别字「好‘象’」的逐字直譯），粗口字竟在字幕中出現多次（原來應為“幹”）。维达在结尾时的怒吼（不————）被二次翻译为词不达意的（「不要」一詞直譯），一时间在网络上成为爆笑精句。

### 分级
《星球大战III》是第一部也是唯一一部被美国电影协会定位在PG-13的星战电影，官方原因是“科幻暴力和一些令人不安的画面”。有些评论家，例如罗杰·埃伯特和理查德·罗珀，认为在家长的指导下这部电影可以给年幼的孩子观看，因此可以被定为PG。卢卡斯本人在电影协会做出决定前的几个月就曾表示，他认为这部电影应该被定为PG-13，这来自于安纳金最后的暴力场面，以及在所有星战电影中这一部最黑暗最令人伤感的基调。其他的星战电影都被定在PG级别，虽然在经典三部曲上映时电影协会还没有PG-13这一级别，但后来在对重新发行版本的审查中它们依然被定在PG。
在加拿大除了魁北克以外的所有省，这部电影被定在PG级，在魁北克定为G级；英国将它定位在12A级，相当于美国的PG-13；而在澳大利亚这部电影由于类似的上述原因被定在M级，也和PG-13基本相当。

### DVD版本
《星球大战III》于2005年11月1日在美国和加拿大发行了DVD版，在英国DVD版的发行时间为之前的10月31日，澳大利亚则为11月3日，大多数其他主要国家的发行日期也和这几天接近。这部电影的DVD版包含有两张光盘，图像和声音都是从原版数码内容直接压制的。与卢卡斯指导的其他任何一部电影不同，这个DVD版与影院上映的剪辑版相比没有明显的替换内容，仅有的不同之处是结尾某处的画面切换，由缓慢的消褪变为直接切换。
DVD版还包含了一系列相关纪录片，这包括一个新拍摄的有关影片本身的全记录，两个特色内容：一个讲述了关于安纳金被原力选为Chosen One的预言，另一个介绍了影片的特技，还有15套从官方网站上转载的相关图片收藏。和很多DVD版一样，这个版本也包含了由导演卢卡斯、制片麦凯伦、动画指导科尔曼，以及工业光魔公司视觉效果总监约翰·诺尔和罗杰·古耶特共同参与的评论音轨。这版DVD中还加入了由卢卡斯和麦凯伦讲解的6个被删减情节，以及射击游戏《星球大战：前线II》的Xbox试玩版和即时战略游戏《星球大战：帝国战争》PC版的预告片。
由于市场原因，这是第一部在美国境内没有发行VHS（盒式录像带）的星球大战电影；影片的录像带版在澳大利亚、英国等其他国家有发售。

## 反响
评论界对此部电影反映相当热烈，特别是和前两部前传电影相比。著名电影评论网站烂番茄从247份评论中计算得到此部电影的“新鲜”程度为80%，这和前两部前传分别得到63%和66%相比是不小的提升。截至到2008年4月，互联网电影数据库（IMDB）从134,000张投票得出的评分为7.9/10。很多评论不仅认为它是星战前传三部曲中最好的一部，也有评论认为它超越了《星球大战VI：绝地归来》，成为继《星球大战V：帝国反击战》之后最好的星战电影。纽约时报的记者兼评论家斯科特得出结论说这是卢卡斯指导的四部星战电影中最好的一部，他认为这部电影甚至超越了最早的《星球大战IV：新希望》，而且可以和《星球大战V：帝国反击战》相提并论为“情节最为丰富，最具有挑战性的电影的轮回”。2007年烂番茄网站做出的一百部最好的科幻电影排行中，这部电影排在第51位，是唯一一部上榜的星战前传电影。
对这部电影的大多数批评都直接指向了对白，特别是在浪漫场景中的对白。评论家和影迷们都不约而同地批评影片中某些台词苍白无力甚至是陈词滥调，例如帕德梅对安纳金的恳求：“抱我吧，安尼，抱我，就像你在纳布的湖上那样……那里什么都没有，只有我们的爱……”。评论家认为写出这种对白充分证明了编写台词是卢卡斯的弱项，当然这一点卢卡斯本人在领取美国电影学会颁发的终身成就奖时就已经公开承认。尽管普遍认为这部电影比前两部整体水準高出很多，也有一些人认为在台词方面它们基本是半斤八两。
某些新保守主义者批评这部电影具有自由主义的偏见，是对美国布什政府和伊拉克战争的一种“微词”。某些网站因此作出抵制这部电影的号召。卢卡斯为这部电影辩护说，整个星战的故事大纲写于越南战争期间，因此它更多地受到越战影响而不是伊拉克战争。不过卢卡斯本人也曾评论道：“越战和我们现在正在伊拉克所做的具有难以置信的平行之处”。

### 票房表现
《星球大战III》在世界115个国家和地区上映，在全球范围内的总票房接近8亿5000万美元，在2005年的全球票房排行中列在第二位，位于《哈利·波特与火焰杯》之后。在北美地区，2900个午夜首映场为这部电影换回了1650万美元的收入，而在首映当天的总收入则为5000万美元。
在5月19日首映当天，这部电影刷新四项票房纪录：午夜首映票房（原纪录保持者为《魔戒三部曲：王者再臨》，800万美元），首映日总票房（原纪录保持者为《蜘蛛侠2》，4040万美元），单日票房（原纪录保持者为《怪物史莱克2》，4480万美元）和星期四票房（原纪录保持者为《黑客帝国：重装上阵》，3750五十万美元）。其中首映日总票房和单日票房被《加勒比海盗：聚魂棺》在其首映日2006年7月7日以5550万美元的票房超过，但至今仍保持着剩余两项纪录。
根据统计结果，除去第7和第8天被《蜘蛛侠2》略微超过外，这部电影在首映后的前12天内保持着美国电影的总票房最高纪录。上映第三天后，《星球大战III》票房超过一亿美元，和《蜘蛛侠》、《黑客帝国：重装上阵》以及《哈利波特：火盃的考驗》成为仅有的在三天之内票房过亿的影片。第四天时的票房达到1亿5800万美元，打破了《黑客帝国：重装上阵》所保持的1亿3400万美元的四天总票房纪录。在第五天时就超过《全民情敌》的1亿7760万美元成为2005年票房最高的电影。第八天时票房达到两亿美元，和《蜘蛛侠2》基本持平。而票房达到3亿美元的时间为17天，超过了原来由《怪物史莱克2》保持的18天的记录。在票房达到3亿5000万美元的竞赛中，《星球大战III》最终排在《怪物史莱克2》和《蜘蛛侠》之后。
电影在美国影院的下线时间为2005年10月20日，总计票房收入超过3亿8000万美元。这个成绩在美国历史上总票房排在第八位，2005年总票房第一位，超过排在第二的《纳尼亚传奇：狮子·女巫·魔衣橱》约9000万美元。

### 获奖与提名
尽管这部电影口碑甚好，而且是得到最多赞誉的一部前传电影，《星球大战III》却是前传三部曲中得到各类颁奖提名数量最少的一部。它一共只获得了35项提名，少于《星際大戰首部曲：威脅潛伏》的55项和《星球大战II：克隆人的进攻》的38项。
不过和另外两部前传相比，这部电影也是获得金酸梅奖提名数量最少的一部，只有扮演安纳金的海登·克里斯坦森获得了最差男配角奖提名（前两部电影都获得了七项金酸梅奖提名，并且最终分别被颁发了一项和两项金酸梅奖）。这个提名同时饱含争议，因为在电影中安纳金可以算是最重要的主角之一（而投票中将欧比旺算为了主角）。同时，这部电影是唯一一部没有被提名为最差画面的金酸梅奖的前传电影。不过，海登·克里斯坦森最终获得了音乐电视电影奖中的“最佳恶人”奖。
《星球大战III》也是唯一一部没有被奥斯卡金像奖提名为最佳视觉特效的星战电影，但它获得了其中的最佳化妆提名。除此之外，它还获得了全美民选奖、科幻学会、奇幻与恐怖电影、帝国奖以及青少年民选奖等多个组织颁发的最佳画面奖。

### 被删除的内容
包括帕德梅在内的一组参议员之间的谈话情节被删掉，他们的谈话内容主要为策划组织一个阻止帕尔帕庭攫取更多权力的联盟，其中一名参议员是年轻时的蒙·茉斯玛，《星球大战VI：绝地归来》中的叛军领袖之一。这些情节被删掉的原因是为了让剧情更多地集中到安纳金身上。在卢卡斯的早先剧本草稿中，还包含有当时10岁的韩·索罗出场，但这个角色最终没有进入拍摄进程。尤达流亡至达高巴的场面在剪辑时被删掉，但它被保留到发行的DVD版本的“被删减的场面”中。制片麦凯伦对此曾表示，如果卢卡斯准备发行星战全套六部曲DVD，他希望能将这段场面加回电影中去。还有更多的66号密令的场面被删掉或是只有剧本草稿而从未拍摄。其中有一个情节是66号密令执行时绝地大师沙克·提（Shaak Ti）在绝地神殿内被安那金天行者所杀，关于沙克·提还有一个替换情节是她在格里弗斯将军的飞船上直接为格里弗斯将军所杀，但这两个拍摄的场面都被删掉并包含在DVD“被删减的场面”中。卢卡斯加以澄清说这两个场面表现的都不是沙克·提的真实结局，正式设定是沙克·提在66号密令中生还，這一點在遊戲《星球大戰-原力解放》中已被證實。
华人女星白靈在影片中饰演了一个参议员，但这个小角色最终也在剪辑时被删除。她本人认为原因是由于她登上了2005年6月的《花花公子》杂志封面，这个时间又恰好和电影上映时间相当。卢卡斯本人否认了这一点，他声称这个删除决定早在一年前就做出了，而且他也删除了他自己女儿的一些镜头。
之前卢卡斯曾承诺将会在这部影片中解释为什么在《星球大战II：克隆人的进攻》中有人将绝地档案中有关卡明诺行星的资料删除这一谜团，但可能是出于着重刻画安纳金的原因，他没能在这部电影中解释这个问题，这成为了一个情节漏洞。为了妥协，卢卡斯应允作家詹姆斯·卢西诺在他的星战小说《星球大战：恶之迷宫》（Star Wars: Labyrinth of Evil，讲述的是《星球大战III》剧情发生前三个月的故事）中叙述卡明诺之谜的原因以及克隆军队的真正由来。

## 电影与文学寓意
《星球大战III》参考了很广泛的电影和其他资料来描绘其中的政治、军事、神话主题，以增强其故事的感染力。然而最受媒体注意的可能只是安纳金与欧比王的一段对话，这被一些人看作是对美国布什政府的影射。安纳金的台词是：“如果你不是我的盟友，就是我的敌人。”九一一事件后，布什曾有过一句类似的著名论点：“你或者与我们是同盟，或者与恐怖分子是同盟。”，不过早先在《星球大战V：帝国反击战》中达斯·维达也有过类似的台词（“加入我们，否则会死。”）。而欧比王对此的回应是：“只有西斯才会做这种绝对的判断。”，尽管这句话在某些人看来也充满争议。在电影的小说版本中，魅使·雲度曾评论说，新的法律以安全的名义减少了人身自由，但他却没有感到更安全。巧合的是小说出版的时间就在美国国会以压倒优势票再次透过具有类似含义的《爱国者法案》不久。白卜庭在参议院的演讲中还包括一句：“现在正值共和国的清晨。”，这句话能让人联想起罗纳德·里根在1984年竞选时的标语：“现在正值美利坚的清晨。”虽然卢卡斯本人表示很反对这种影射的猜测，西雅图时报仍得出结论：“虽然你没有点出布什或是《爱国者法案》的名字，也不管你的政治意见可能是如何如何，你想表达什么大家已经很清楚了。”卢卡斯本人认为虽然当年个人的创作受到越战影响，星战的故事只是在很笼统的层面上讲述民主是如何被独裁所替代，这可以像屋大维和拿破仑那样得到相当多的公认，也可以像希特勒和裕仁那样实行高压恐怖统治。从情节来看，银河帝国的崛起两者兼有，帕德梅·艾米达拉在参议院对帕尔帕庭宣布帝国成立所发表的评论反映了卢卡斯的这一观点：“在雷鸣般的掌声中，自由就这样消亡了。”
影片中帕尔帕庭的外貌和动作被看作是《马布斯博士》中对马布斯博士的再现，尤其是在弗里茨·朗的电影中由德国演员鲁道夫·克莱因-罗格所扮演的马布斯博士。而安纳金和弗里茨·朗的电影《大都会》中的疯狂科学家有相似之处：安纳金和都在一只手上戴有一只外观令人生畏的皮革手套，又都着迷于拯救或复活自己心爱的人。而且很重要的一点是，卢卡斯的电影中创造的机器人C-3PO的造型受到《大都会》中由制造的机器人的很大影响，而C-3PO正是由安纳金制造的。
帕尔帕庭经常被包括扮演者麦克迪亚米德在内的很多人比作莎士比亚《奥赛罗》中的反派伊阿古。在《奥赛罗》中，伊阿古欺骗奥赛罗说他的妻子苔丝狄蒙娜背叛了他，而在《星球大战III》中间接由于帕尔帕庭的关系，安纳金也以为帕德梅背叛了他。其结果都是两人误杀了自己的妻子。
从克隆军队向绝地神殿的进军开始，在接下来的66号密令的执行、对独立联邦成员的屠杀、银河帝国的成立一系列场景中，卢卡斯运用的剪辑手法是对法蘭西斯·柯波拉的《教父》的洗礼场景中透过蒙太奇手法表现的屠杀场面的再现。而克隆军队登上绝地神殿那一段长长的阶梯的场面，则类似于谢尔盖·爱森斯坦的《战舰波将金号》中敖德萨阶梯的蒙太奇。
故事中的某些情节，包括帕尔帕庭制造出自己半人半机器的“怪物”，以及最后有关维达的一些场面都很类似于《弗兰肯斯坦》的故事，这包括维达本身是由多块零件组装起来的，他从组装自己的平台上站起来后挣脱出来，缓慢不稳地向前挪动。
麦克迪亚米德、卢卡斯等人将安纳金堕入黑暗面的经历比作为了短期利益而与恶魔签下契约的浮士德。在电影的中途，卢卡斯安排安纳金和帕德梅两人分开。同时镜头在两人之间切换：一个在绝地神殿，另一个在公寓中，却都彼此在日落之时想着对方；整个场面没有对白，只配有令人情绪低落的合成的背景音乐。镜头将周围的景色，包括窗外的城市、摩天大楼，和室内的封闭空间做出映衬，表现出两人陷入沉思的心境。这种意象类似于恐怖怪谈片《魔鬼圣婴》（Rosemary's Baby）中所用的摄影术和场面调度等手法表现出的氛围，而《魔鬼圣婴》中的男主人公正是为了个人利益和魔鬼订下了契约。

## 对经典三部曲的引用
为了突出星战剧情的整体性，前传三部曲经常引用经典三部曲中的元素将彼此互相联系。卢卡斯经常将电影比喻为押韵的长诗，这类著名的例子有在星战六部电影中都必然出现的经典台词：“我对此有一种糟糕的预感。”（I have a bad feeling about this.），以及每部电影中都会在特定高潮场合下出现光剑对决。
《星球大战III》是在前传三部曲中引用经典三部曲最多的一部，部分例子如下：
- 当欧比旺用一把爆能枪打死格里弗斯将军后，他看着爆能枪（Blaster，有时错译为激光枪）自言自语道：“真不文明。”（So uncivilized.）。这和在《星球大战IV：新希望》中他用来描述光剑的话相互呼应：“（光剑）不像爆能枪那样笨拙不可控制，它是属于另一个更文明的时代的武器。”（Not as clumsy or random as a blaster）。
- 影片开场时，安纳金在战斗前对自己说：“好戏就要上演了。”（This is where the fun begins.），这和韩·索罗在《星球大战IV：新希望》中开始逃离塔图因时说的台词一样。
- 欧比旺准备和格里弗斯将军战斗时，他从头顶上的狭窄平台上跳到地面后对格里弗斯将军说：“嗨，你們好。”（Hello, there.），这和由亚历克·吉尼斯爵士在《星球大战IV：新希望》中扮演的欧比旺出场时所说的第一句台词相同。
- 按照电影拍摄顺序，安东尼·丹尼尔斯扮演的C-3PO是在最早的星战电影《星球大战IV：新希望》中说话的第一人（“你听到了吗？他们关闭了主反应堆，我们肯定完蛋了！”），这次他又是最后一部星战电影中最后一个有台词的角色（“什么？噢，不。”），而且他在说这两句话时都是处在同一艘飞船坦特维四号上。
- 影片的标题叫做西斯的复仇（Revenge of the Sith），这和《星球大战VI：绝地归来》（Return of the Jedi）这一名称相互对应。《星球大战VI》的原名定为绝地的复仇（Revenge of the Jedi），但卢卡斯将它改成现在的名字，因为复仇与绝地信条并不相符[47]。
- 在电影的小说版中提到安纳金在科洛桑战役中的战机编号为红五（Red Five），这和他的儿子卢克在雅汶战役中攻击死星的战机编号是相同的。另外一点巧合为，在科洛桑战役中欧比旺的战机编号为红队长（Red Leader），而在《星球大战VI：绝地归来》中叛军联盟攻击第二死星的红队长是威奇·安提利斯，其扮演者丹尼斯·劳森是伊万·麦克格雷戈的叔叔。
- 在魅使·雲度抵挡帕尔帕庭的原力闪电时，迷惘的安纳金在一旁不知如何应对；这类同于他在《星球大战VI：绝地归来》中看到帕尔帕庭试图用原力闪电将卢克杀死时迷惑的场景。
- 安纳金和欧比旺在营救帕尔帕庭的任务中，安纳金曾对帕尔帕庭说起欧比旺的命运“会和我们的一样”（will be the same as ours），虽然看似在那个场合下只是指他们三人乘坐同一条船，因而命运相互维系。然而在经典三部曲中，观众看到这三人的命运的确有共同之处，即他们最终都死在死星上。
- 安纳金与杜库伯爵的格斗结束后，帕尔帕庭在一旁高兴地夸奖安纳金，而在《星球大战VI：绝地归来》中当卢克击败了达斯·维达，他也在一旁用同样的语言赞赏。

## 原声音乐
电影的原声音乐由索尼公司于2005年5月3日开始发行，这比电影的上映日期提前了两周。和以往的5部星战电影一样，电影配乐的作曲者和指挥者都是著名作曲家约翰·威廉斯，而演奏团体是伦敦交响乐团和伦敦之声。同时，发行方还制作了一部标题为《一个英雄的陨落》（A Hero Falls）的音乐录影带，用以配合电影“英雄间的战争”（Battle of Heroes）这一片段的主题，其封面为安纳金与欧比旺决斗时的镜头。这部音乐录影带的内容也包含在其后发行的影片DVD中。
电影的原声光碟还伴随着一张名为《星球大战：音乐之旅》（Star Wars: A Musical Journey）音乐DVD收藏品免费附送。这张DVD包含了从星战六部曲中选取的共计16段不同配乐且最具代表意义的影片片段，每一段音乐都由麦克迪亚米德作出介绍。

## 衍生小说
电影的同名小说由小说作家马修·斯托弗撰写，由出版社于2005年4月2日出版。由于形式的关系，小说增添了更多丰富的對話内容和人物思想活动，例如杜库伯爵与白卜庭在绝地武士到来之前的一番對話，读者因此可以了解到白卜庭是如何在关于未来的银河帝国形式的问题上欺骗杜库。小说还交待了更多的细节，除了前文所述的安纳金的战机编号之外，其他的例子还包括在科劳肯（大陆译为科洛桑）战役中有一名共和国指挥官叫做洛斯·尼达少校，这正是在《星球大战V：帝国反击战》中的围剿叛军的帝国指挥官尼达艦長。安纳金和白卜庭的更详细的對話，证实了训练白卜庭的西斯大师正是达斯·普雷格斯。而小说所描写的格里弗斯将军的战斗技能比电影中看到的更加令人生畏，而对绝地神殿的围攻的描写也更加暴虐。

## 衍生游戏
电影的同名电子游戏于2005年5月5日开始发行，游戏平台包括PlayStation 2、Xbox、GBA和任天堂DS。游戏情节基本按照电影的时间顺序，并包含有电影片段，但也有些内容来源于电影中被删减的内容，甚至是游戏的原创内容。游戏的基本形式为动作游戏，玩家可以选择控制欧比旺或安纳金操纵光剑进行战斗；游戏也提供了多人模式，这里可以选择玩家之间的对决模式和协作模式。游戏还提供了另一个黑暗的替代结局，即是当玩家操纵安纳金时如果在木斯塔法的决斗中杀死了欧比旺，其后的结局为安纳金得到了西迪厄斯的一把红色光剑，进而安纳金用这把光剑杀死了西迪厄斯成为了银河帝国的新皇帝。

## 外部連結
- Wookieepedia上的相关条目：星際大戰三部曲：西斯大帝的復仇
- 互联网电影数据库（IMDb）上《星際大戰三部曲：西斯大帝的復仇》的资料（英文）
- AllMovie上《星際大戰三部曲：西斯大帝的復仇》的资料（英文）
- 爛番茄上《星際大戰三部曲：西斯大帝的復仇》的資料（英文）
- Box Office Mojo上《星際大戰三部曲：西斯大帝的復仇》的資料（英文）
- Metacritic上《星際大戰三部曲：西斯大帝的復仇》的資料（英文）
- 開眼電影網上《星際大戰三部曲：西斯大帝的復仇》的資料（繁體中文）
- 时光网上《星際大戰三部曲：西斯大帝的復仇》的資料（简体中文）
- 豆瓣电影上《星際大戰三部曲：西斯大帝的復仇》的資料 （简体中文）